# Villeroux
Villeroux (Waals: Vilrou) is een dorp in de Belgische provincie Waals-Brabant. Het ligt in Chastre-Villeroux-Blanmont, een deelgemeente van de gemeente Chastre. Het dorp ligt ruim twee kilometer ten westen van het centrum van Chastre.

## Geschiedenis
Op de Ferrariskaart uit de jaren 1770 wordt de plaats aangeduid als het dorp Vilroux. Op het eind van het ancien régime werd Villeroux een gemeente. In 1811 werd de gemeente al opgeheven en met Chastre verenigd in de nieuwe gemeente Chastre-Villeroux.

## Bezienswaardigheden
- De Sint-Jan-de-Doperkerk (Église Saint-Jean-Baptiste) is een neoclassicistisch bouwwerk van 1874.

## Natuur en landschap
Villeroux ligt aan de Houssière. De hoogte aan de kerk bedraagt 125 meter.

## Nabijgelegen kernen
Chastre, Hévillers, Sart-Messire-Guillaume, Saint-Géry
Deelgemeenten: Chastre-Villeroux-Blanmont · Cortil-Noirmont · Gentinnes · Saint-Géry

Overige plaatsen: Blanmont · Chastre · Cortil · Noirmont · Villeroux

Belgische gemeenten · Arrondissement Nijvel · Waals-Brabant · Wallonië